# 狩場茂津多道立自然公園
狩場茂津多道立自然公園（かりばもったどうりつしぜんこうえん）は、北海道寿都郡寿都町、島牧郡島牧村、久遠郡せたな町にある自然公園（都道府県立自然公園）。

## 概要
公園区域は狩場山地の山岳地域、弁慶岬から太櫓海岸にかけての海岸地域、大平山山岳地域からなる。狩場山の周辺地域は林野庁の指定する「狩場山地須築川源流部森林生態系保護地域」になっており、ほぼ原生状態で存在しているブナを主とする森林の生態系を保護している。江ノ島海岸は「日本の渚百選」、賀老の滝は「日本の滝百選」に選定されている。

## 自然
狩場山の標高900 m以下は北限に近いブナの林が広がり、上限は狭いダケカンバ帯となってハイマツ帯に続いている。ブナ帯とダケカンバ帯の間に針葉樹林帯を形成せず、ブナ林の中にアオトドマツが点在しているのが地域の特色になっている。高山帯のうち、残雪の多く残る平坦地にはエゾゼンテイカ、イワイチョウ、ウメバチソウなどの湿性の高山植物を見ることができる。尾根筋の乾燥した岩礫地ではハイマツ群落が広く分布している。一帯はヒグマの生息が多く、シマリス、ノゴマといった各種野生鳥獣が生息しており、豊かな生態系が維持されている。
弁慶岬から瀬棚海岸にかけ、茂津多岬周辺を除いて岩礁・海食崖が発達しており、小規模ながら変化に富んだ海岸景観を形成している。茂津多岬は狩場山の溶岩流が削られて柱状節理の海食崖を形成している。大平山周辺も広くブナの林に囲まれており、山頂部は各種の高山植物に加えてオオヒラウスユキソウなどの固有種を有する地域になっている。

## 景勝地

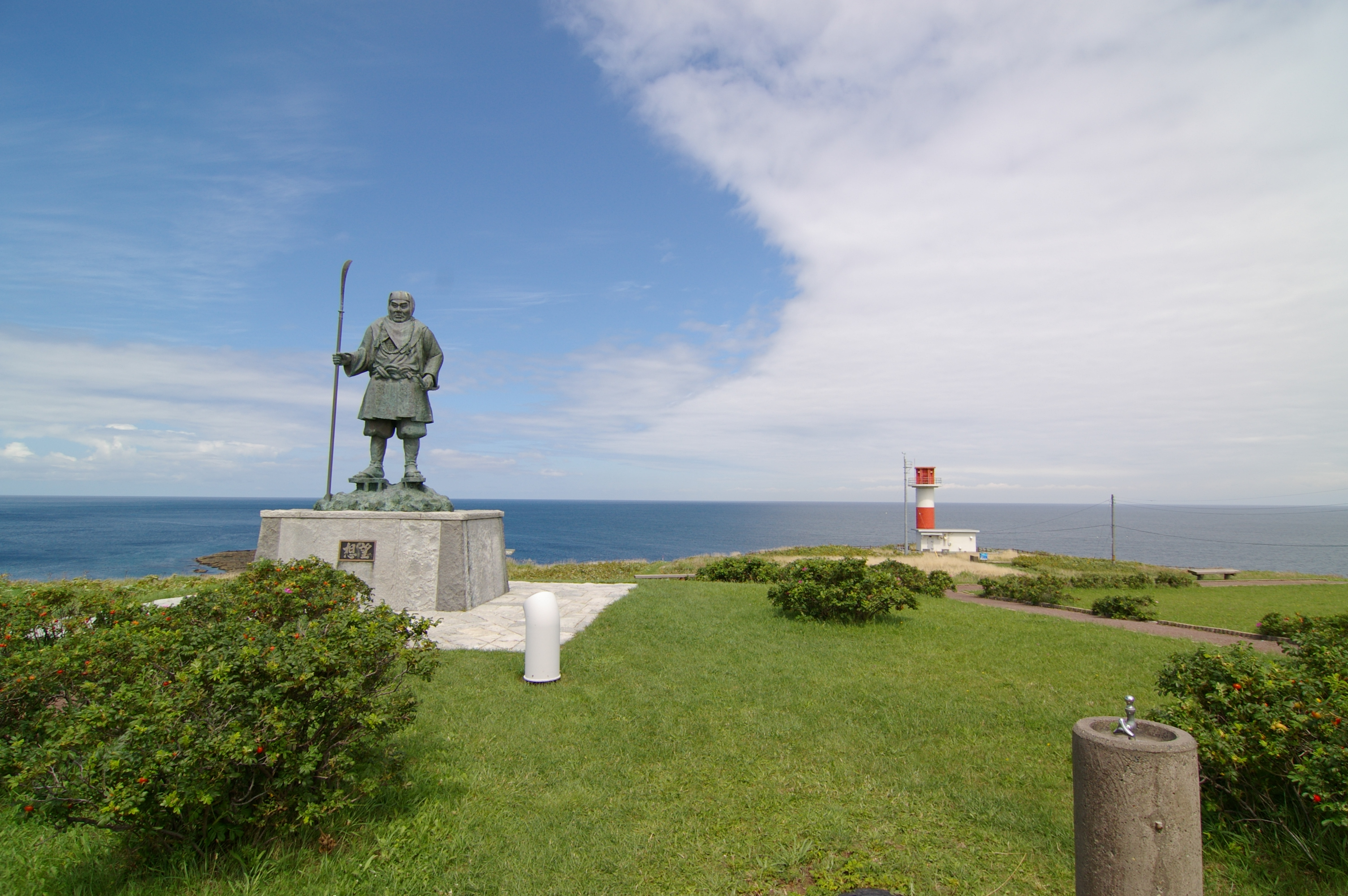
弁慶岬
- 大平海岸
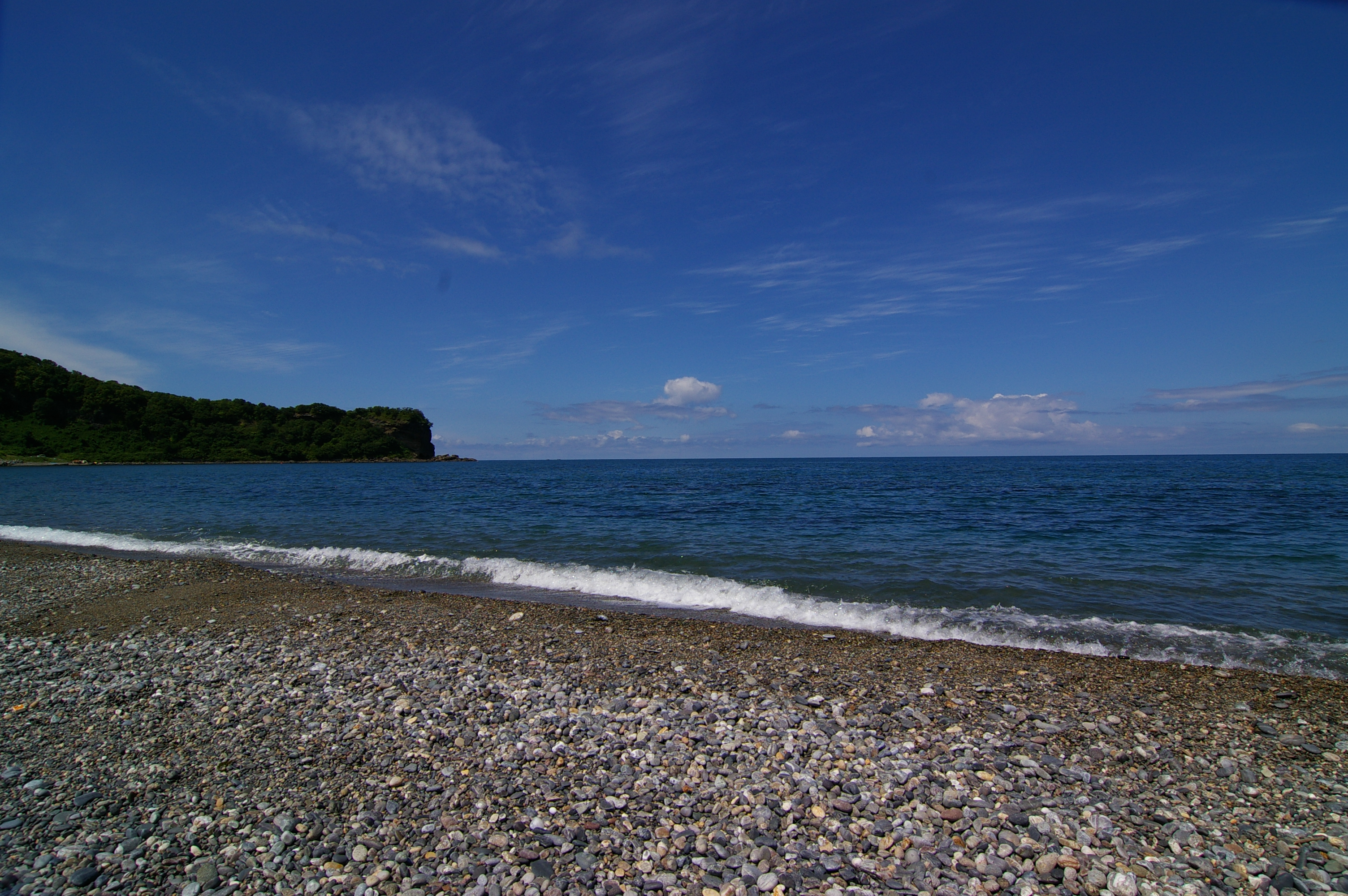
江ノ島海岸
- 茂津多岬
- 狩場山
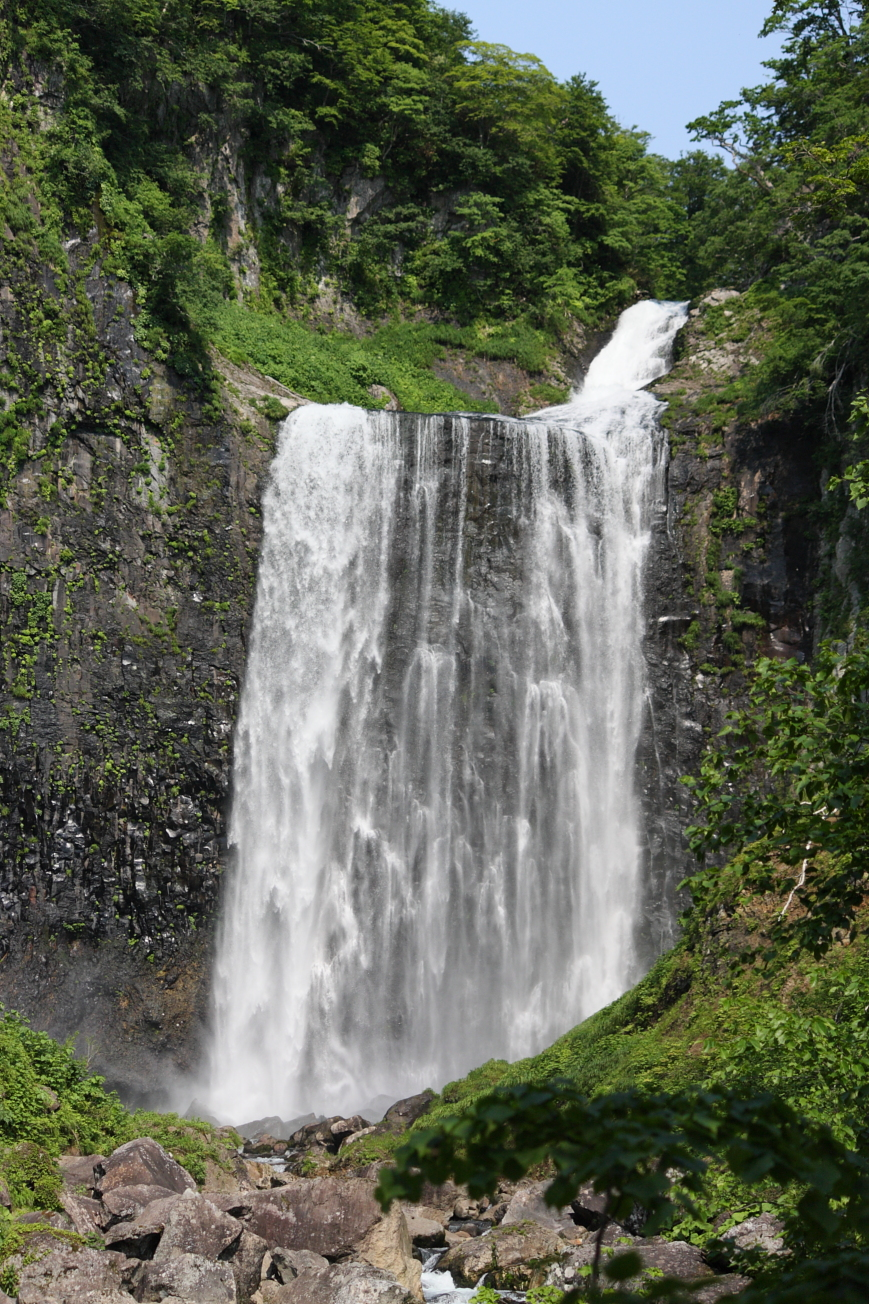
賀老の滝
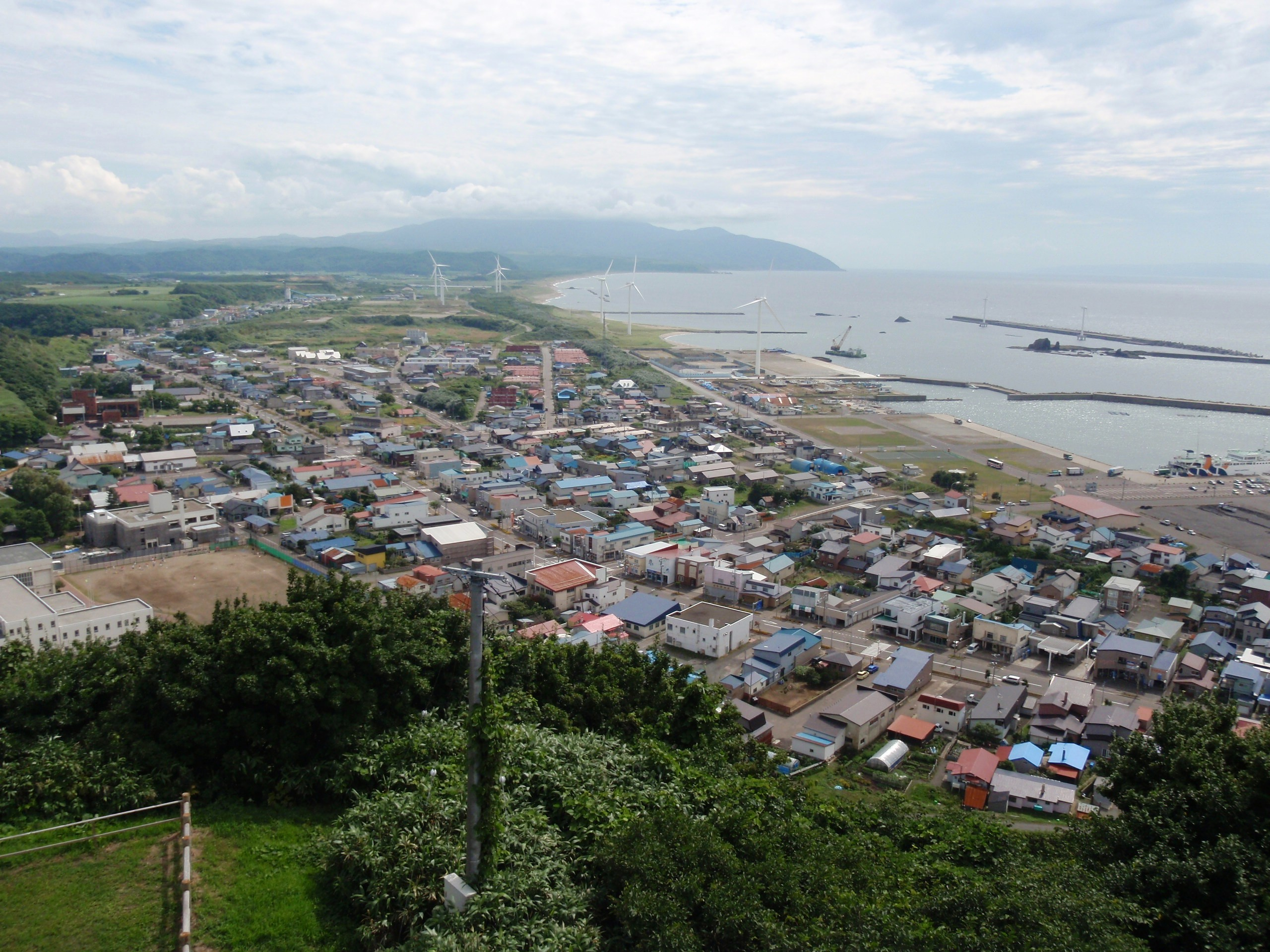
立象山展望台から眺めたせたな市街

- 熊戻り渓谷
- 立象山展望台
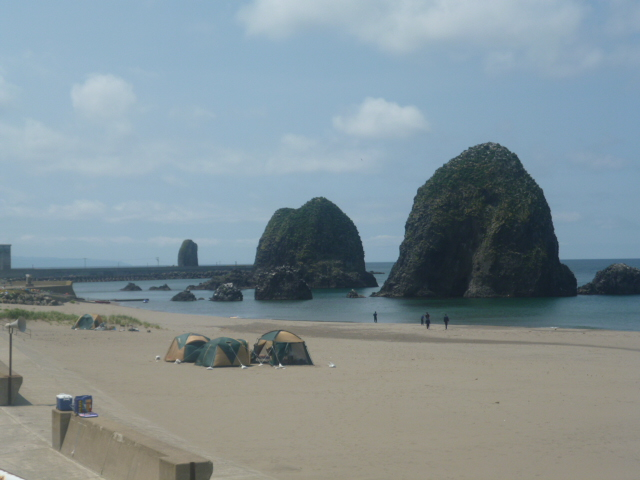
三本杉岩
- 太櫓海岸

- 弁慶岬
- 江ノ島海岸
- 賀老の滝
- 立象山展望台から眺めたせたな市街
- 三本杉岩

## 施設
- 道の駅よってけ!島牧 - 島牧郡島牧村字千走11-1